# 마이클 V. 가조
마이클 V. 가조(Michael V. Gazzo, 1923년 4월 5일 ~ 1995년 2월 14일)는 미국의 각본가, 극작가, 연극 배우, 영화배우, 텔레비전 배우, 교사이다.
로스앤젤레스에서 사망하였다. 사인은 뇌졸중이다.

## 영화
- 스트리트 킥 (1994년)
- 정의의 사총사 (1994년)
- 마지막 액션 히어로 (1993년)
- 대부 일대기 (1992년)
- 마피아(영어판) (1989년)
- 피어 시티 (1984년)
- 불만의 겨울 (1983년)
- 블랙 로드 (1981년)
- 육체와 영혼 (1981년) - 프랭키 역
- 무법의 국경선 (1980년)
- 암살 지령 (1980년)
- 엘리게이터 (1980년) - 클락 역
- 배드 캣츠 (1980년)
- 사랑과 총탄 (1979년)
- 집시들의 왕 (1978년)
- 핑거스 (1978년)
- 블랙 썬데이 (1977년)
- 대부 2 (1974년) - 프랭키 펜탄게리 역
- 갱 댓 커든트 슛 스트레이트 (1971년)
- 아웃 오브 잇 (1969년)
- 애덤이라 불리는 남자 (1966년)
- 열정의 무대 (1958년)
- 빗물 가득 (1957년)